# Археологически музей на Република Северна Македония
Националната институция „Археологически музей на Република Северна Македония“ (на македонска литературна норма: Национална установа „Археологически музеј на Република Северна Македонија“) в Скопие е музей в Северна Македония.

## Описание
Археологическият музей на Република Северна Македония представя около 7000 археологически обекта, открити при археологически проучвания на цялата територия на страната от 1924 година насам, и по този начин е най-важната и най-старата музейна институция в Северна Македония. Има шест отдела: праисторическа археология, антична археология, средновековна археология, нумизматика, антропология и лапидарий. По-голямата част от фонда на музея е регистрирана като културно наследство с особено значение.
В 2015 година музеят е класиран на седмо място сред 15-те най-добри музея в Европа от Европейската музейна академия.

## История
Първата археологическа колекция е създадена в 1920 година във Философския факултет на Белградския университет в Скопие. В 1924 годна е организирана музейна институция, по-точно историко-археологически музей с лапидарий, намиращ се в Куршумли хан. През Втората световна война музейната институция в Куршумли хан съществува като Народен музей – Скопие. В 1945 година функционира с три отдела: археологически, етнографски и средновековен.
С реорганизацията на музеите във Федеративна народна република Югославия, Народният музей в Скопие създава и Археологическия музей като отделна институция с републикански характер. От 1945 до 1963 година седалището на Археологическия музей е старата сграда на казармите в Скопското кале. В 1955 година е открита постоянната експозиция на каменни паметници – лапидариум, намираща се в адаптираната конюшня на Куршумли хан. Веднага след катастрофалното Скопско земетресение от 1963 година Археологическият музей се намира в Куршумли хан. В 1976 година е въведен в експлоатация новият музеен комплекс, в който до 2014 година се помещава Археологическият музей.
През 2012 година е създаден нов юридически субект, Националниата институция „Археологически музей на Македония“ – Скопие и в 2014 година Археологическият музей на Република Северна Македония получава модерно музейно пространство в центъра на Скопие.